# Phylloclinium
Phylloclinium es un género con una especie de plantas  perteneciente a la familia Salicaceae. Su única especie Phylloclinium paradoxum, es considerada un sinónimo de Phyllobotryon paradoxum (Baill.) Hul